# エーディト・ショーデルグラン
エーディト・ショーデルグラン（ Edith Södergran 1892年4月4日 - 1923年6月24日）は､フィンランドのスウェーデン語詩人。日本語表記では、エディス・セーデルグラン、エーディット・スーデルグランもある。
北欧文学におけるモダニズムや、スウェーデン語近代詩の先駆者として評価されている。16歳で結核となり、サナトリウムを退院してから死去するまでの9年間は、ほとんど外界と接触しなかった。病気の進行や経済的苦境の中で、母や猫と暮らしながら作品を発表した。

## 生涯

### 幼少期
ロシア帝国の首都サンクトペテルブルクで、父マッツと母ヘレーナの一人娘として誕生する。両親はともにスウェーデン系フィンランド人であり、スウェーデン語を母語とするフィンランド人の家庭だった。娘の名は、ヘレーナの亡くなった男児エドワードの頭文字をとり、エーディトと名付けられた。
生後まもない1892年7月にサンクトペテルブルクでコレラが蔓延したため、一家はカレリア地峡のライヴォラに引っ越した。当時は湿地帯に近いサンクトペテルブルクは健康的な環境ではなく、ライヴォラは避暑地として人気のある町だった。
エーディトはライヴォラの屋敷で幼年時代をすごした。母方の祖父であるガーブリエルの財力で建てられた屋敷は丘の上にあり、オンカモ湖を見下ろしていた。屋敷のそばには大樹があり、後ろには教会があった。使用人がおり、暮らしは裕福だった。エーディトは当時の屋敷を「おとぎ話に出てくるような美しい、でも朽ち果てた古い家」と表現している。

### 学生時代
エーディトが生まれて間もなく、マッツは働いていた工場が倒産して失職し、一家の生活は祖父の遺産で支えらえた。ヘレーナはエーディトの教育のために母娘でサンクトペテルブルクで二人暮らしを始め、エーディトはドイツ語学校に通った。学校はドイツ教会が運営しており、宗教教育は宗派に応じて個別の時間がとられていた。エーディトはドイツ・ルター派の宗教教育を受けたが、敬虔な教徒にはならなかった。語学はスウェーデン語とドイツ語の他に、ロシア語とフランス語を学んだ。ドイツ語学校は文学の授業に力を入れており、エーディトはフランス文学を専攻した。サンクトペテルブルクのスウェーデン語は、本国のものに比べると古い言語だが、エーディトにとっては母と話す時の言葉であり、自分の感情を表現するには最も適していた。14歳の時に詩作を始め、16歳で病気になるまでに238篇の詩を書いた。
マッツは事業の失敗後はライヴォラの屋敷で暮らしながら酒浸りになり、エーディトが15歳だった1907年に結核で亡くなった。マッツはヌンメラのサナトリウムに入院しており、エーディトは父を見舞った時に死に対する大きな恐怖を抱いたと後に書いている。

### 療養生活
1908年、16歳の時に咳に悩まされ、診断の結果は父と同じ結核だった。エーディトは学業を中止してヌンメラのサナトリウムで療養生活に入り、病状悪化によりスイスのダボスに転院した。この時期から、スウェーデン語のみで詩を書くようになる。スウェーデン語の詩はドイツ語と比べると定型ではなかった。スイスでのエーディトは読書や写真に熱中し、病状は好転した。1913年にはライヴォラに戻り、ときおりヌンメラに通う際にはフィンランドのヘルシンキに寄って友人や劇場を訪ねた。病状が重くなって再びダボスに行くが、次第に退屈を覚えるようになり、完治はしていなかったが1914年に故郷のライヴォラに戻った。

### 詩人デビュー
エーディトは自作の詩を見せるようになった。1915年の初頭に詩人のアルヴィド・メルネを訪ねた時は、スタイルがよい詩だと評価された。現代文学と美術学の教授であるグンナル・カストレンに見せた時は、ドイツ表現主義の影響を受けすぎていると言われた。また、スウェーデン文学協会の理事でヘルシンキ大学のスウェーデン語講師だったヒューゴ・ベルグローズにも詩を見せていた。
エーディトはポルヴォーの出版社であるシルツに詩集を見て欲しいと連絡し、シルツ社は出版をすると返答した。ただし、紙の値段の高騰と詩の需要の少なさから、原稿料は支払わないという条件だった。当時のエーディトは経済的に困っておらず、デビューを望んでいたために条件を受け入れた。こうして1916年には第1詩集として『詩集（Dikter）』が出版された。
『詩集』は静かな表現だったが、死に対する不安と、第一次世界大戦の世界情勢が相まって、新たな作風をフィンランドの文芸界にもたらした。西欧的なモダニズムにもとづきつつ、表現主義、ダダイズム、シュルレアリスム、未来派などを含んでいた。当時はモダニズムがフィンランド文芸界では主流ではなく、エーディトは芸術家サークルに属していなかったこともあり、『詩集』への評価は賛否両論だった。

### ロシア革命の影響
1917年にロシア革命が起き、動乱はエーディトの健康を悪化させた。1917年にサンクトペテルブルクで暴動が起きた後、エーディトはヘルシンキに向かい、『詩集』に好意的な書評をした文学者たちのもとを訪問するが、成功しなかった。ロシア革命によって、ショーデルグラン家は財産を失った。ロシアとウクライナの国債にしていた蓄えは無価値となり、加えてカレリアはロシアからの逃亡者とフィンランド国内のアジテーションによって治安が悪化した。
ロシアの直轄領だったフィンランド大公国は1917年にロシアから独立し、1918年にはフィンランド内戦が起きた。内戦ではフィンランド人は自作農や資産家を中心とする白衛隊と、ロシアのボリシェヴィキに近い労働者を中心とする赤衛隊に分かれて戦った。ライヴォラも戦場となり、内戦では白衛隊が勝利する。赤衛隊の敗北によってサンクトペテルブルクからの物資は途絶え、ライヴォラは食糧難となった。ショーデルグラン家は隣人たちに助けられて生き延びたが、栄養不良がエーディトの健康を悪化させた。

### 第2詩集『九月の竪琴』
ロシア革命前まではブルジョアの暮らしだった母娘は困窮した。エーディトは精神的・物質的に不安定な生活の中で、ニーチェの著作『悲劇の誕生』（1872年）から刺激を受けた。1918年にエーディトは多数の詩を書いた。理由としては、おそらく経済的な事情で外出できなくなった点、健康状態が良くないため自らの人生を考えるようになった点などがある。詩作は特に9月に多く、そのことが第2詩集の書名に影響を与えたとされる。原稿用紙には、以前のノートの未使用ページなど家中の紙を使って書かれた。
1918年12月に第2詩集『九月の竪琴』が出版された。しかし詩の選択を出版社に任せており、校正がなかったために初版の出来が悪く、エーディトは驚いた。エーディトは挑発的ともいえる序文を書き、フィンランドの文芸界に論争を呼んだ。古典詩やロマン主義時代の詩が主流だった時代において、エーディトは伝統のスタイルと異なる自らの創作が「詩」であることを誰も否定できないと主張し、自分の次元を発見したと確信していると書いた。また、批評が出る前にみずから新聞に寄稿し、『ダーゲンス・プレス』紙の1918年12月31日付に「個人的な芸術」というエーディトの解説が掲載された。内容は、連絡不足で校正ができなかった点、詩の選択をしていないため不本意である点、しかし出版社には感謝している点、自分の詩を理解するには未来の感覚が必要である点などが書かれていた。
『九月の竪琴』の反響は大きく、まず否定的な書評や投書が掲載され、次に擁護する書評や投書が出るようになった。作家のハーガル・オルソンは、エーディトの攻撃性を批判しつつ、他方で芸術性を評価した。オルソンの意見を読んだエーディトはオルソンに手紙を出し、姉妹のように付き合いたいと書き、オルソンは受け入れた。

### 『薔薇の祭壇』、『未来の影』
エーディトはライヴォラの朽ちかけた屋敷で母と暮らし、オルソンと文通をする他は孤独にすごし、食べるものに困る日々を送った。1919年春に第3詩集『薔薇の祭壇』が出版されたが、『九月の竪琴』ほどの反響はなく、エーディトは失望した。
存命中の最後の詩集『未来の影』とアフォリズム集『雑多見聞録』は1919年に脱稿していたが、シルツ社からは『雑多見聞録』を先に出版するなら原稿料500マルッカを支払うと提案された。経済的に苦しかったエーディトは出版社の要求をのみ、『未来の影』の出版は翌年に回された。この時期すでにエーディトは自身の死を意識していたと思われる。同年に引退した教師のダグマル・フォン・シャンツと知人になり、シャンツからルドルフ・シュタイナーの著作を借りて読むようになった。
1920年に『未来の影』が出版されたが、書評はほぼ否定的で、神秘的、自己中心的、病的などの表現をされた。エーディトは、もう詩は作らないとして発表を止めた。

### 晩年

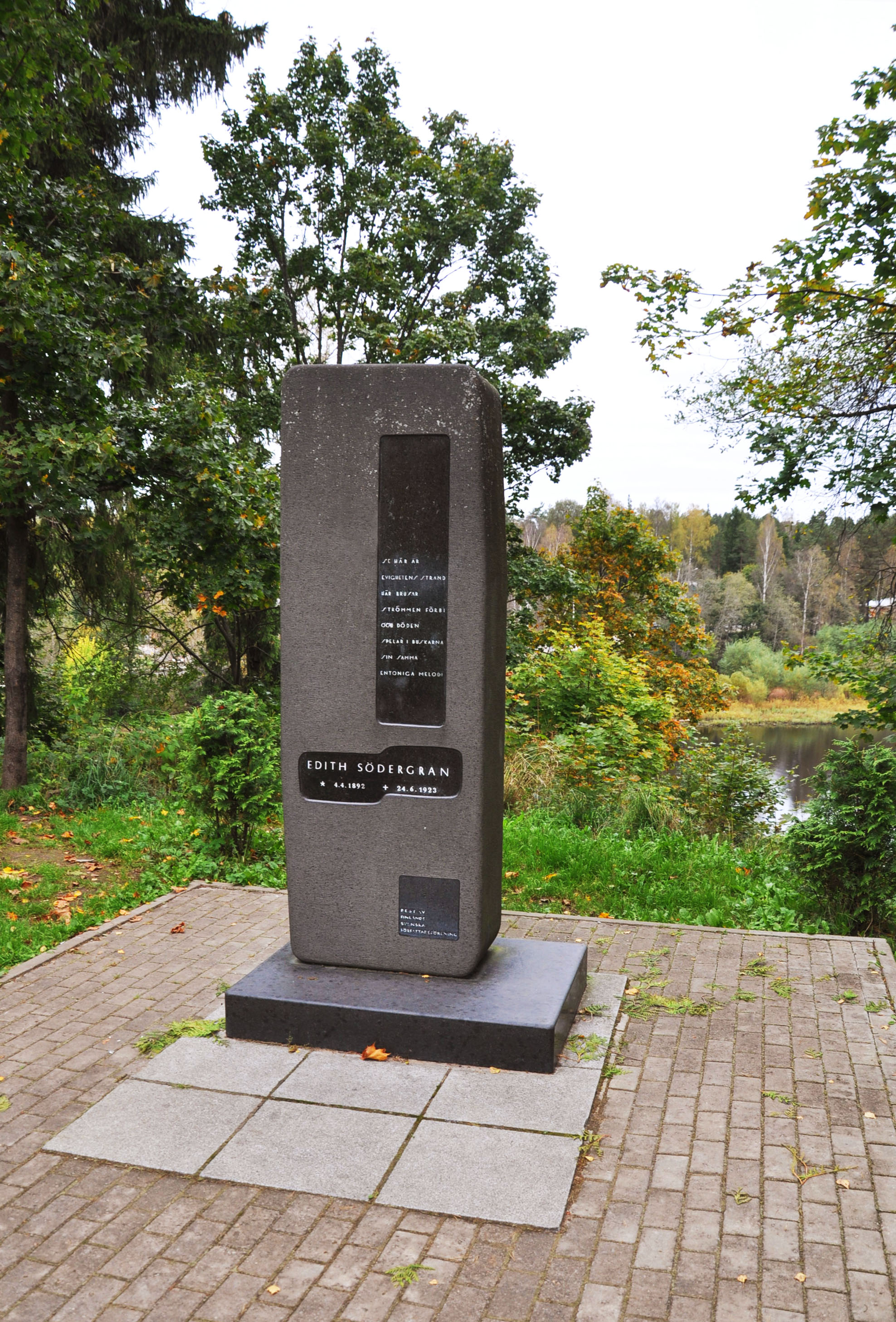
ライヴォラにあるエーディト・ショーデルグランの記念碑

1922年にフィンランドでは若い詩人のグループができ、同年9月に文芸誌『ウルトラ』が創刊された。同誌のスウェーデン語部門の主任になったオルソンはエーディトの詩を皆が待っていると伝えた。エーディトは詩作を再開するが、それらの作品の多くは生前に出版されなかった。
オルソンは、詩人エルメル・ディクトニウスにエーディトについて話し、ディクトニウスは1922年3月にエーディトを訪問した。2人の出会いは好印象で、エーディトはディクトニウスと文通を続けた。1922年の冬に体調が悪化し、年を越したものの呼吸困難になったことなどを手紙に書いている。
1923年6月24日の夏至の夜にエーディトは死去した。草稿や自分で処理しきれないものは焼却するようにヘレーナに頼んでおり、手紙類も全て焼却されたが、写真とノートは残った。墓は屋敷に近いギリシャ・カトリック教会の墓地に建てられ、墓地はエーディトが好きな木苺の茂みの近くにあった。ライヴォラの屋敷はフィンランドとソ連の冬戦争で破壊され、ライヴォラはソビエト連邦（のちのロシア）の領土となってロスチノと呼ばれている。

## 作品
エーディトの作風をもたらした時代背景として、サンクトペテルブルグの学生時代にはニーチェの思想における永劫回帰があり、スイス療養時代には前衛芸術運動として象徴主義、未来派、表現主義などがあり、フィンランドのカレリアに戻った時代にはモダニズム芸術があった。こうした思想や芸術の状況のもとで、エーディトは創作を行った。
スウェーデン系フィンランド文学のモダニズムは、北欧での最初のアバンギャルドとされる。その特徴としては、自由律、強烈な想像力、語彙や主題の拡大、大げさな文学スタイルと粗野な日常会話の境界があいまいな点などにある。

### 詩
詩作を始めたのは14歳の時で、16歳で病気になるまでに238篇の詩を書いた。大半はドイツ語で、ドイツ・ロマン主義の形式によっている。主なモチーフは、想いが叶わぬ恋愛、休暇中のライヴォラの自然とサンクトペテルブルクの都会、人生に対する感傷的な問いかけの3つに分かれている。この時期に形式面で大きな影響を受けているのはハイネで、内容は想いを寄せていたフランス語教師アンリ・コティエについてが多い。この時期の詩が一般読者の目に触れるようになったのは死後かなり経ってからだった。
エーディトが『詩集』でデビューした頃のヨーロッパでは、自由詩は始まっていたが主流ではなく、スウェーデン語文学では古典詩の韻律が使われていた。『詩集』には自由な韻律と、独特なリズム感と句読法、大胆で奇抜さも含めた比喩的な詩語の選択があった。加えてモダニズム特有の個性と自己表現が、詩の中で「私」として表現されている。若い女性の夢想的な詩も含まれていた。
第2詩集『九月の竪琴』ではさらに自由詩が展開された。エーディトの詩はスウェーデン古典詩の定まった韻からは離れているが、リズムを生む脚韻や頭韻は存在する。エーディトの詩の韻は、作品の内容に合わせて生まれる類のものだった。『詩集』の時にはなかったような鋭い詩が増え、後半は特に攻撃的、象徴的な表現が多い。
第3詩集『薔薇の祭壇』は、『九月の竪琴』に収録されなかった詩が半分を占めていた。後半にはハーガル・オルソンとの姉妹愛を綴った詩が多い。生前最後の詩集『未来の影』では、近づく死を意識していたと推測される内容がある。表題作での「私」は、死の影から逃れたのちに太陽の光に射抜かれて死ぬ。また、タイトルにエロスがつけられた4編あり、それまで「私」が閉じ込められてきたエロスの解放も謳われている。
エーディトの詩には、樹木がしばしば登場する。故郷のカレリアや療養生活を送ったスイスにはさまざまな樹木があり、詩の中ではトウヒ、カラマツ、モミ、シラカバなどがさまざまな役割を果たしている。社会情勢を表現した詩も存在する。1918年にアメリカ合衆国はフィンランドの独立を認めず食糧支援の打ち切りを通告した。これに対してエーディトは、アメリカへの失望を込めて「戦車隊」という詩を書いている。フィンランド内戦については「世界は血に染まっている」という詩に表現した。

### 他の作品、活動
『詩集』の出版後に「ヒヤシンス姫」という自伝物語を書いたが、遺言で焼却された。エーディトは、この作品を母、エルメル・ディクトニウス、ハーガル・オルソンには見せていたとされる。
1922年春には、フィンランドの若い詩人の作品をドイツ語に翻訳した選集の出版を企画し、知人のボグズ夫妻に働きかけた。エーディトはフィンランド作家協会から送られた5000マルッカも選集を出版に使おうとしたため、ボグズはとどめ、時期の問題もあって選書は実現しなかった。1922年創刊された文芸誌『ウルトラ』で、エーディトはフランスの詩人エドモンド・フレグやソ連の詩人イーゴル・セヴェルヤニンの作品を翻訳した。
写真が趣味で、1910年から1917年を中心として約400枚が残っている。母や使用人、ライヴォラやダボスの風景、猫、自動シャッターによるセルフポートレートなどがある。母娘はともに写真の現像技術を持っていたため、写真で生計を立てることも考えたが、写真を買う余裕のある人が地元におらず実現しなかった。

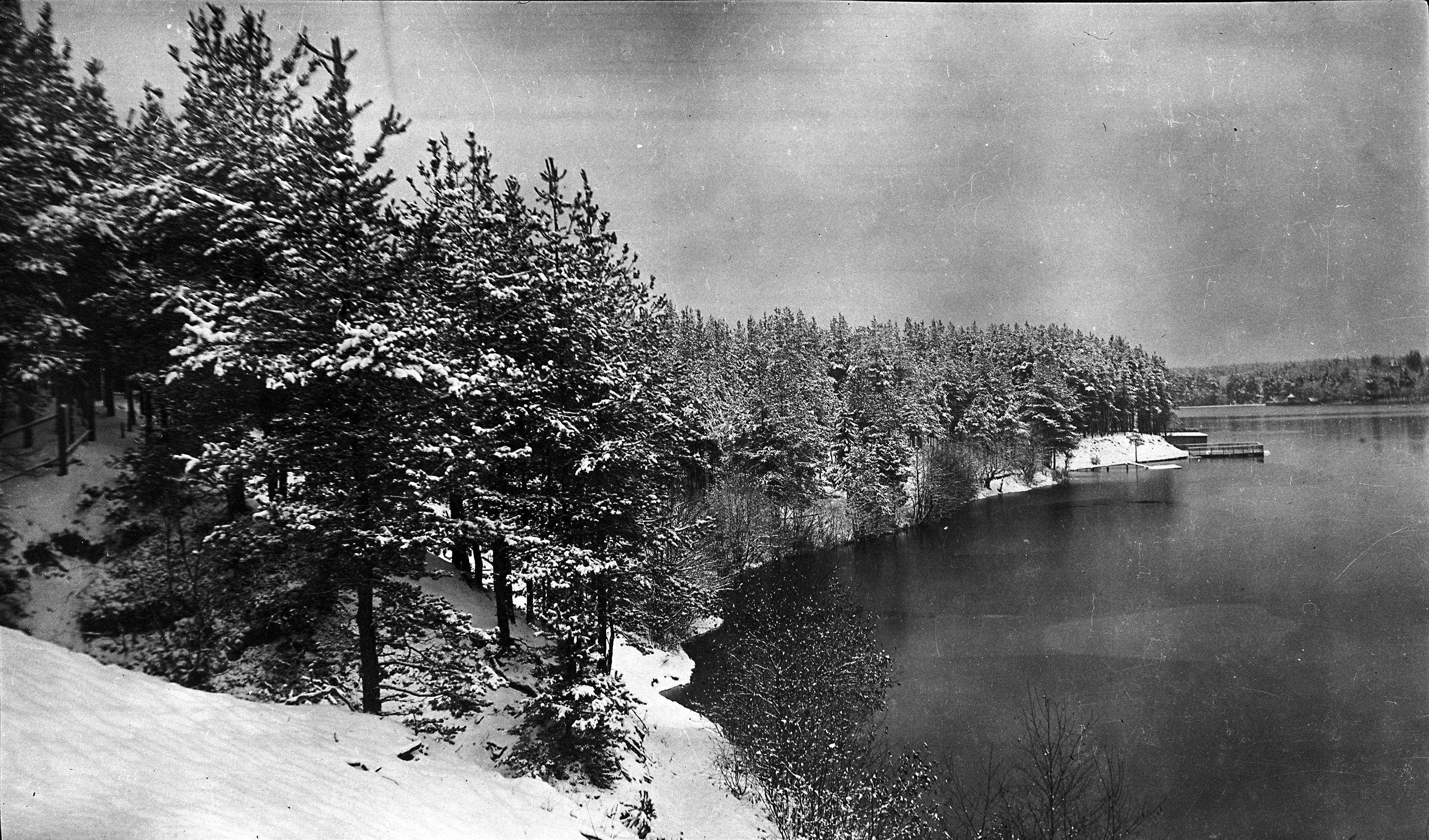
オンカモ湖
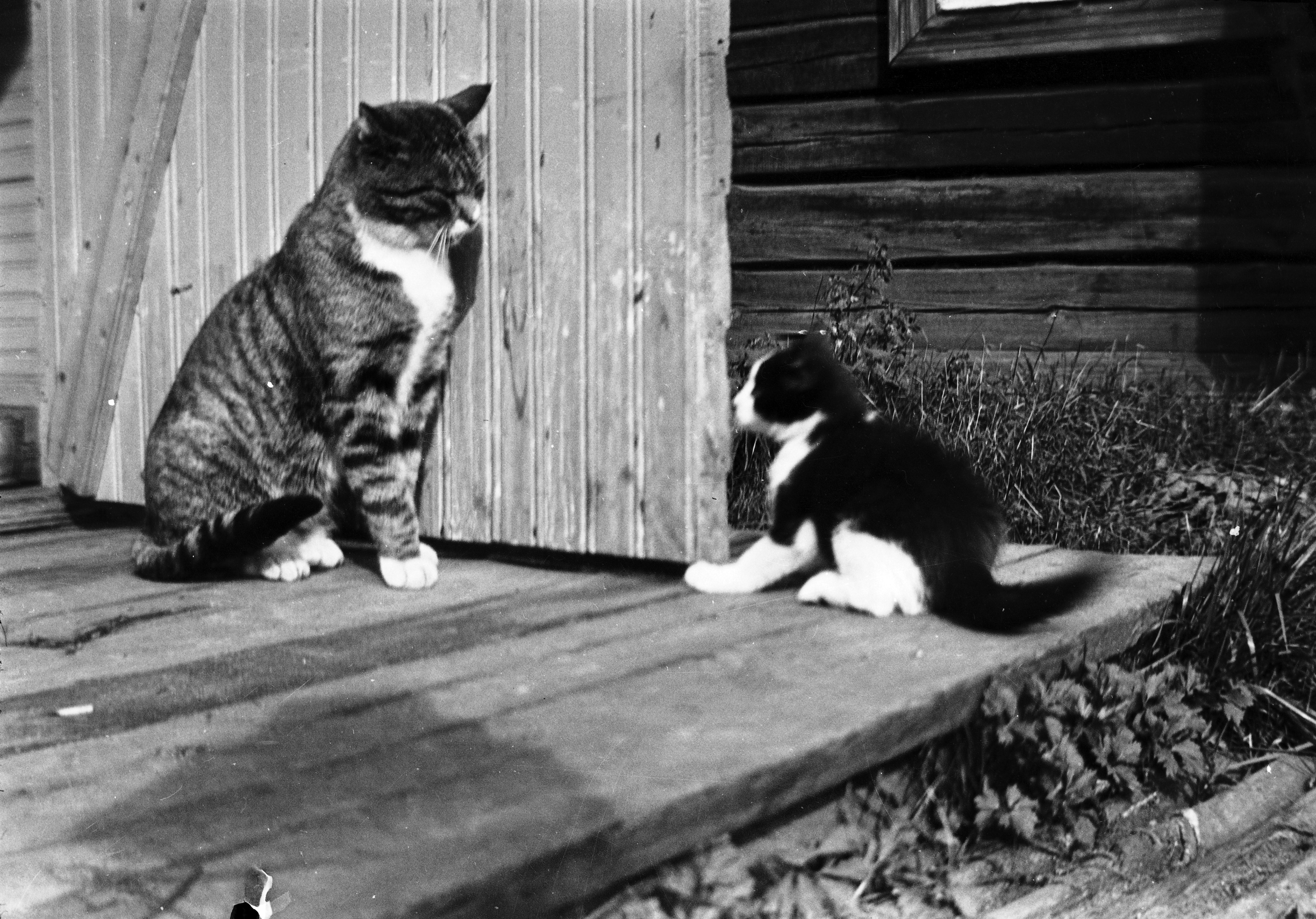
2匹の猫
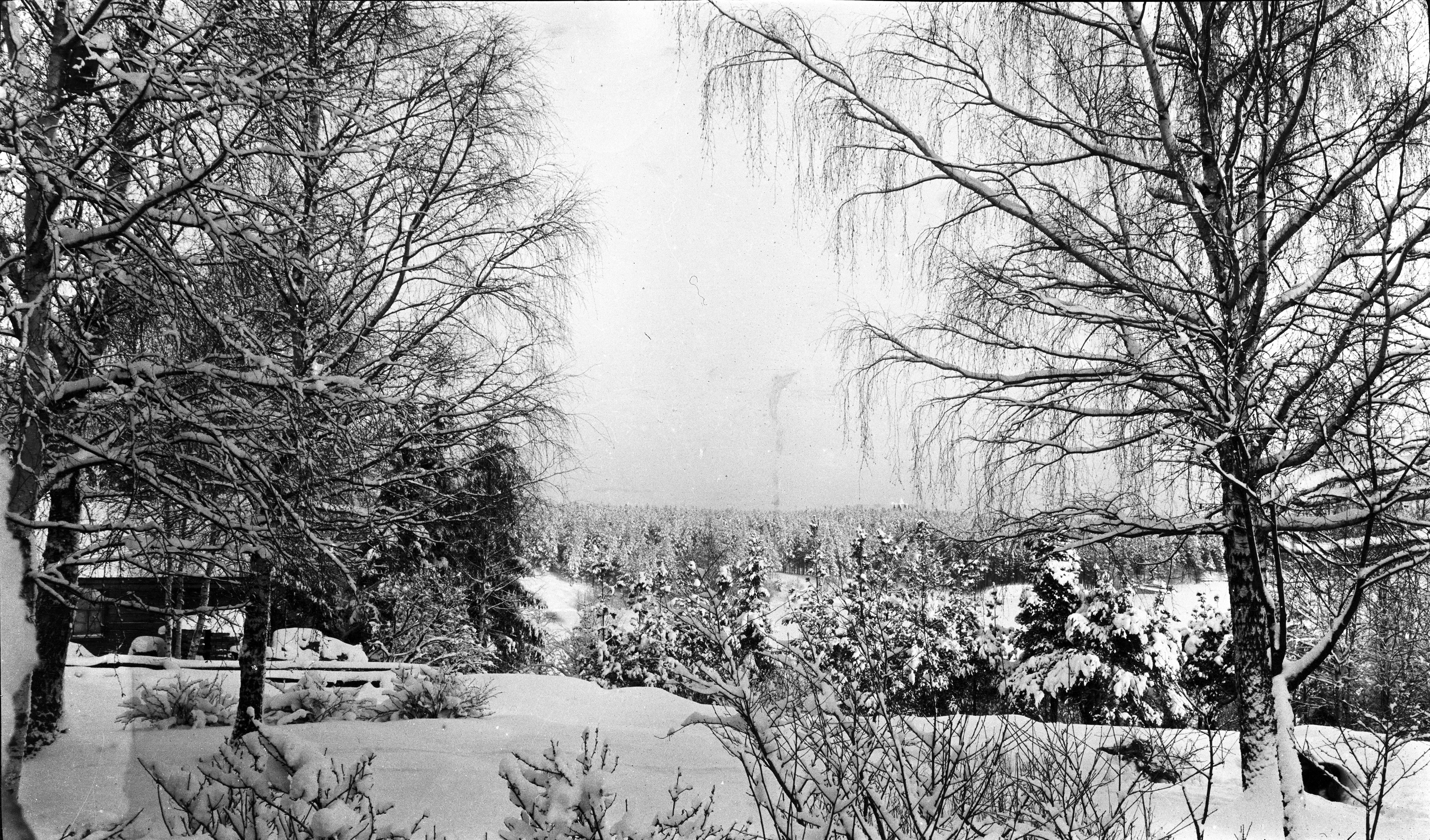
ライヴォラの冬
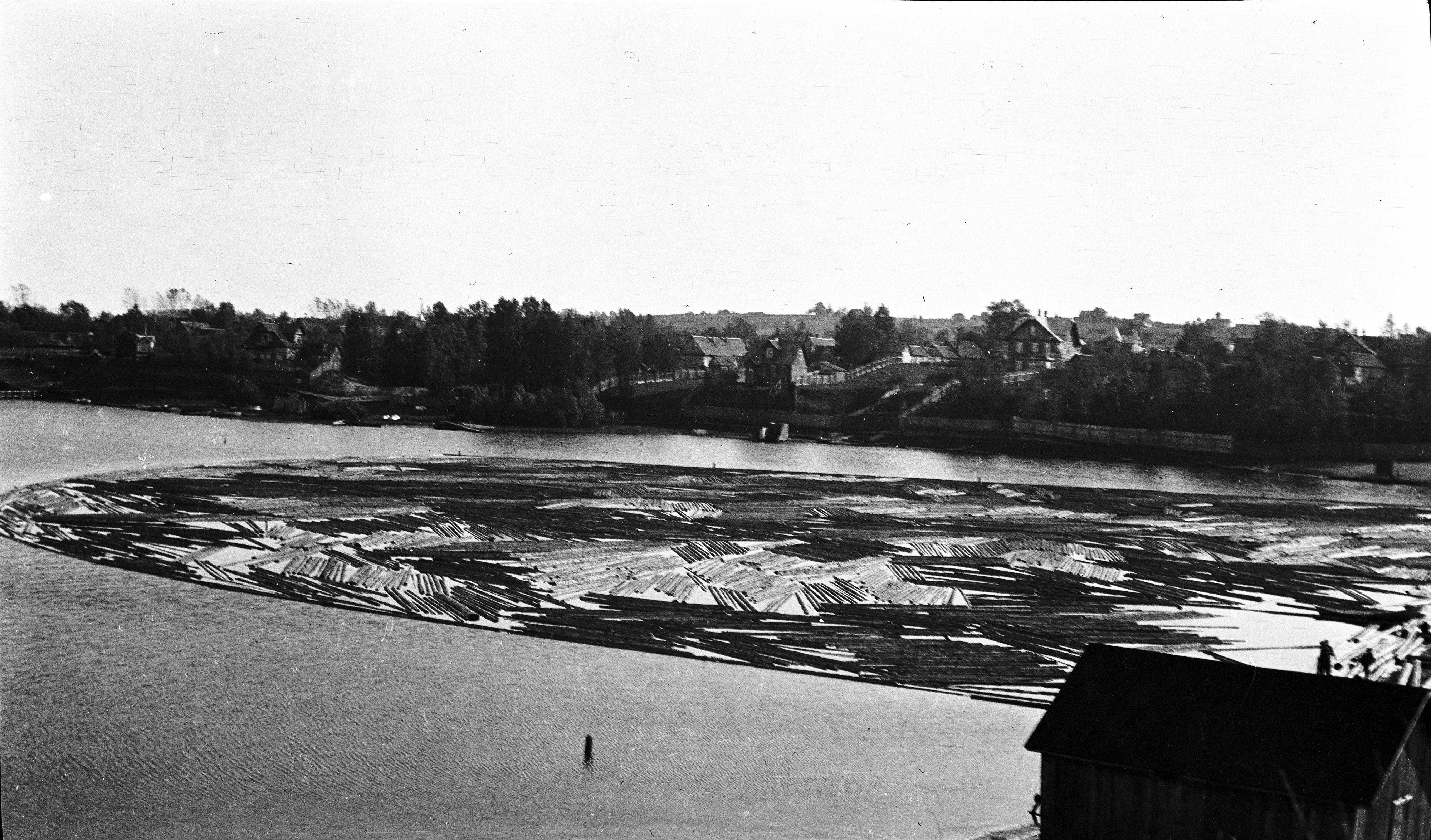
オンカモ湖の木材流送

## 評価と影響
『詩集』の評価は都市部とそれ以外の地域で大きく異なり、ヘルシンキの『ヒューヴドスタドブラデッド（首都新聞）』では好評だったが、地方紙では「韻を踏んでいない、意味不明」などの酷評もあった。『九月の竪琴』の評価をめぐっては、フィンランド文芸界の前衛派対保守派の論争にまで発展した。保守派で権力を持っていた評論家グスタヴ・ヨーハンソンはエーディトを「自意識過剰で精神に分裂をきたした詩人」と見なした。他方でハーガル・オルソンは、豊かで鋭敏かつ神聖な直感力があると評価した。
エーディトの死後すぐにオルソンとディクトニウスが追悼記事を書き、他のフィンランドの詩人たちも追悼を発表した。1925年にディクトニウスらの働きかけで遺稿詩集『どこにもない国』が出版され、オルソンが編集と序文を担当した。その後も毎年のようにエーディトについての出版が続き、1920年代にフィンランド語やドイツ語に翻訳され、2011年時点で30カ国の言語に訳されている。エーディトの詩を歌詞にした音楽も1950年代以降にフィンランドとスウェーデンで発表されている。詩の朗読では、俳優のスティーナ・エークブラードが1992年に朗読アルバムを発表した。
フィンランド＝スウェーデン作家協会は、1960年に屋敷のあった場所の近くに記念碑を建て、エーディトの愛猫だったトッティの像もある。フィンランドではエーディト・ショーデルグラン協会が活動している。ライヴォラの図書館には、エーディト・ショーデルグランの部屋が作られた。フィンランドのスウェーデン文学研究所は、エーディトの著作と研究の集大成として『詩とアフォリズム』（1990年）、『書簡集』（1996年）を出版した。

## 家族、交友関係

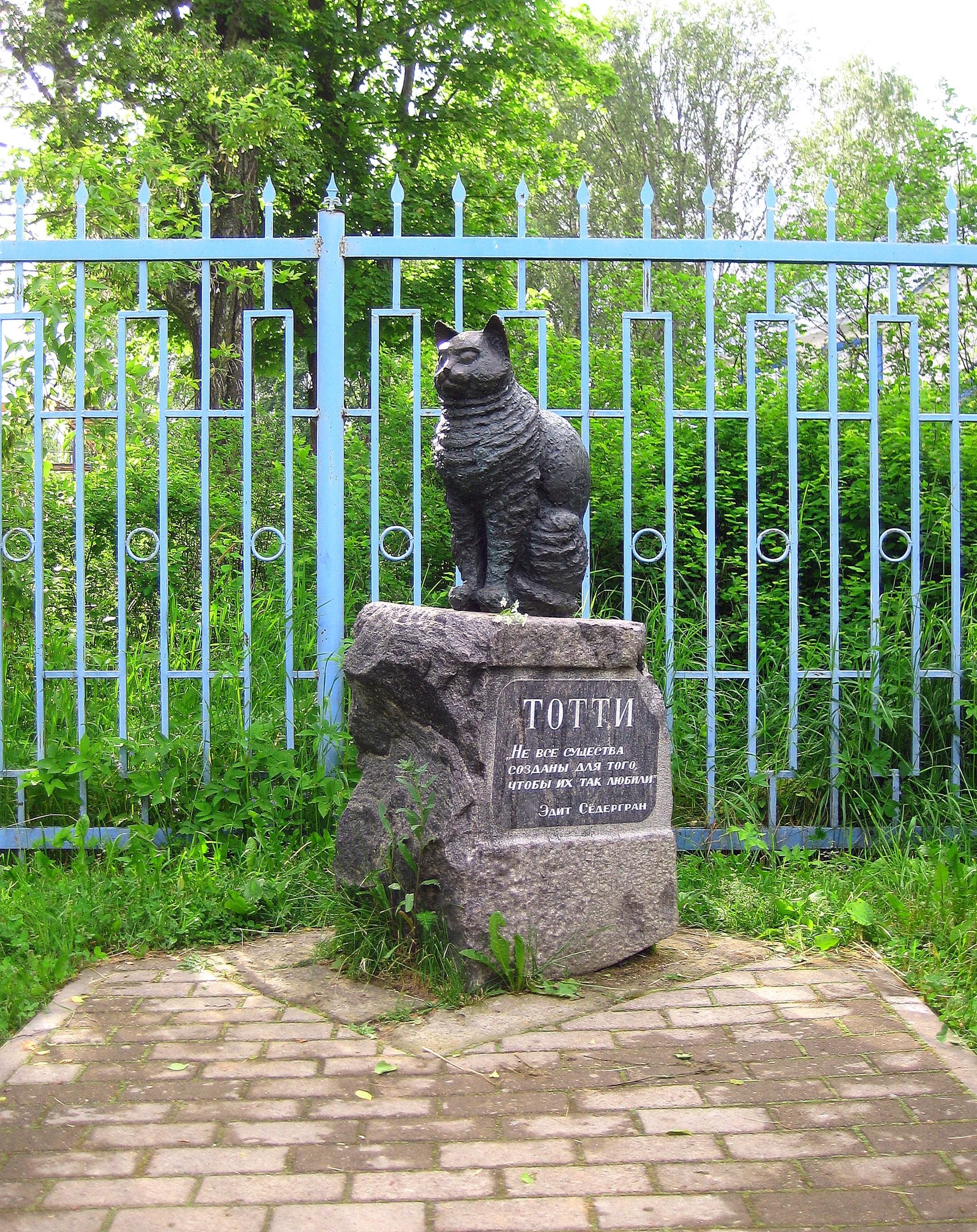
エーディト晩年の愛猫だったトッティの像。ライヴォラにある

### 両親
ショーデルグラン家は1000年から1250年頃にかけてスウェーデンからフィンランドに移住した農民の家系に属する。父のマッツ・エーディトは経済的自立を求めて機械工として働き、1882年にサンクトペテルブルクに移り住んだ。母のヘレーナはサンクトペテルブルクで鋳物工場を経営するガーブリエル・ホルムロースの一人娘だった。マッツは最初の妻と子を亡くし、ヘレーナは不義の恋愛による子を亡くしていた。1890年にヘレーナとマッツは教会の集会で出会い、再出発の結婚をした。
祖父ガーブリエルの遺産の半分はヘレーナが相続したが、マッツは事業の失敗で遺産をほとんど使い果たし、夫婦の関係は悪化した。そのためもあってヘレーナは娘に愛情を注いだ。ヘレーナは常に娘の味方であり、エーディトが衰弱してオルソンへの手紙を書けない時は代筆をした。ヘレーナはエーディトの作品が死後に評価されていくのを見届け、冬戦争から疎開する途中で死去した。

### 交友
作家ハーガル・オルソンは、エーディトの初めての親友であり、心の支えとなった。エーディトはオルソンに3日か4日おきに頻繁に手紙を送った。オルソンはライヴォラのエーディトの屋敷を1919年2月に訪問した。オルソンはエーディトへの経済的な支援として、詩を敬愛する匿名の読者からと説明して資金を渡した
。当時のライヴォラはフィンランドとソ連の対立によって一般人が入るには軍の許可が必要だったが、オルソンは1919年8月に再訪した。エーディトとの初対面について、オルソンは遺稿集の序文で次のように記している。
オルソンは手術の静養でスイスに滞在中にエーディトの死の知らせを受け取り、親友の最期に立ち会えなかったことを後悔した。オルソンはエーディトとの書簡を公開していなかったが、研究者のグンナル・ティーデストゥルムが刊行した『エーディト・ショーデルグラン』（1949年）というモノグラムの内容に不満を持ったため、エーディトの姿を研究者や一般読者に広めるために1955年に書簡集を発表した。書簡集の書名は『エーディトの書簡 - エーディト・ショーデルグランからハーガル・オルソンへの手紙 - ハーガル・オルソンのコメント付き』（Ediths brev: Brev från Edith Södergran till Hagar Olsson med kommentar av Hagar Olsson）で、オルソンのコメントが付けられている。
フィンランドの詩人エルメル・ディクトニウスはエーディトが困窮した時期に支援した。エーディトは感謝の印として、女学校時代の詩のノートをディクトニウスに遺した。ノートには225編の詩が書かれており、ほとんどはドイツ語だとされる。ディクトニウスはエーディトの死後もヘレーナと連絡をとり、遺稿集『どこにもない国』の発行などで活動した。

### 動物
ライヴォラの屋敷には常に猫がおり、エーディトの子供時代にいたコッティや、晩年もっとも親密だったトッティなどの名が知られている。数匹の猫や、猫と犬がいた時期もあった。

## 作品リスト

### 詩集
- Dikter（詩集） 1916年
- Septemberlyran（九月の竪琴） 1918年
- Rosenaltaret 1919年（薔薇の祭壇）
- Framtidens skugga （未来の影）1920年
- Landet som icke är （どこにもない国）1925年 - 遺稿詩集。ハーガル・オルソン編

### その他
- Brokiga iakttagelser （雑多見聞録）1919年 - アフォリズム
- Tankar om naturen （自然についての思考）1922年 - アフォリズム。文芸誌『ウルトラ』に掲載。